# 337. Volksgrenadier-Division
La 337. Volksgrenadier-Division fu una divisione dell'esercito tedesco attiva durante la seconda guerra mondiale che venne creata nel 1944, dalla 337. Infanterie-Division e fu schierata sul fronte orientale dove fu distrutta nel 1945.

## Storia
La divisione fu costituita il 15 settembre 1944 in sostituzione della 337. Infanterie-Division a Groß-Born, dalla 570. Volksgrenadier-Division. La divisione combatté sul fronte orientale fino all'aprile 1945, quando fu distrutta.

## Ordine di battaglia
- Grenadier-Regiment 313
- Grenadier-Regiment 688
- Grenadier-Regiment 690
- Divisions-Füsilier-Bataillon 337
- Artillerie-Regiment 337
- Pionier-Bataillon 337
- Feldersatz-Bataillon 337
- Panzerjäger-Abteilung 337
- Divisions-Nachrichten-Abteilung 337
- Divisions-Nachschubführer 337[1]

## Decorazioni
Un soldato della 337. Volksgrenadier-Division fu premiato con la croce tedesca in oro, per le sue azioni in guerra.

## Comandanti
- Generalleutnant Eberhard Kinzel (ottobre 1944 - aprile 1945)[1]